# Lia Valková
Lia Valková (* 1. prosince 1945 Rozsíčka) je bývalá synodní kurátorka Českobratrské církve evangelické.
V civilních zaměstnáních pracovala jako účetní; do důchodu odešla roku 2001.
V letech 1985–2010 byla kurátorkou sboru ČCE v Českém Brodě. Je členkou dozorčí rady Diakonie Českobratrské církve evangelické.
Od roku 2001 je členkou rady občanského sdružení LECCOS v Českém Brodě, které rozvíjí sociální služby a aktivity pro rodiny, děti a mládež.